# Сан-Сільвестро-аль-Квіріналє
Сан-Сільвестро-аль-Квіріналє (італ. San Silvestro al Quirinale, лат. Sancti Silvestri in Quirinali, також San Silvestro in Cavallo — за назвою коней на Фонтані Діоскурів) — католицька церква у Римі в районі Треві, на Квіриналі.

## Історія
Церква вперше згадується у 1030 році. Носила назву San Silvestro de Biberatica, за назвою дороги що там проходила — Via Biberatica. Побудована вже у 9 столітті на руїнах античного храму урбіно-сабінського бога Санкуса.
У 1507 році папа Юлій II передав церкву домініканцям, які у 1524 році почали будувати нову церкву. У 1566 році церква переходить театинцям, які її добудували у 1584 році.
Після приєднання Риму до Королівства Італія церкву переобладнують у казарму. Пізніше для розширення дороги Via XXIV Maggio будівлю церкви частково зменшили зруйнувавши дві каплиці.

## Інтер'єр церкви

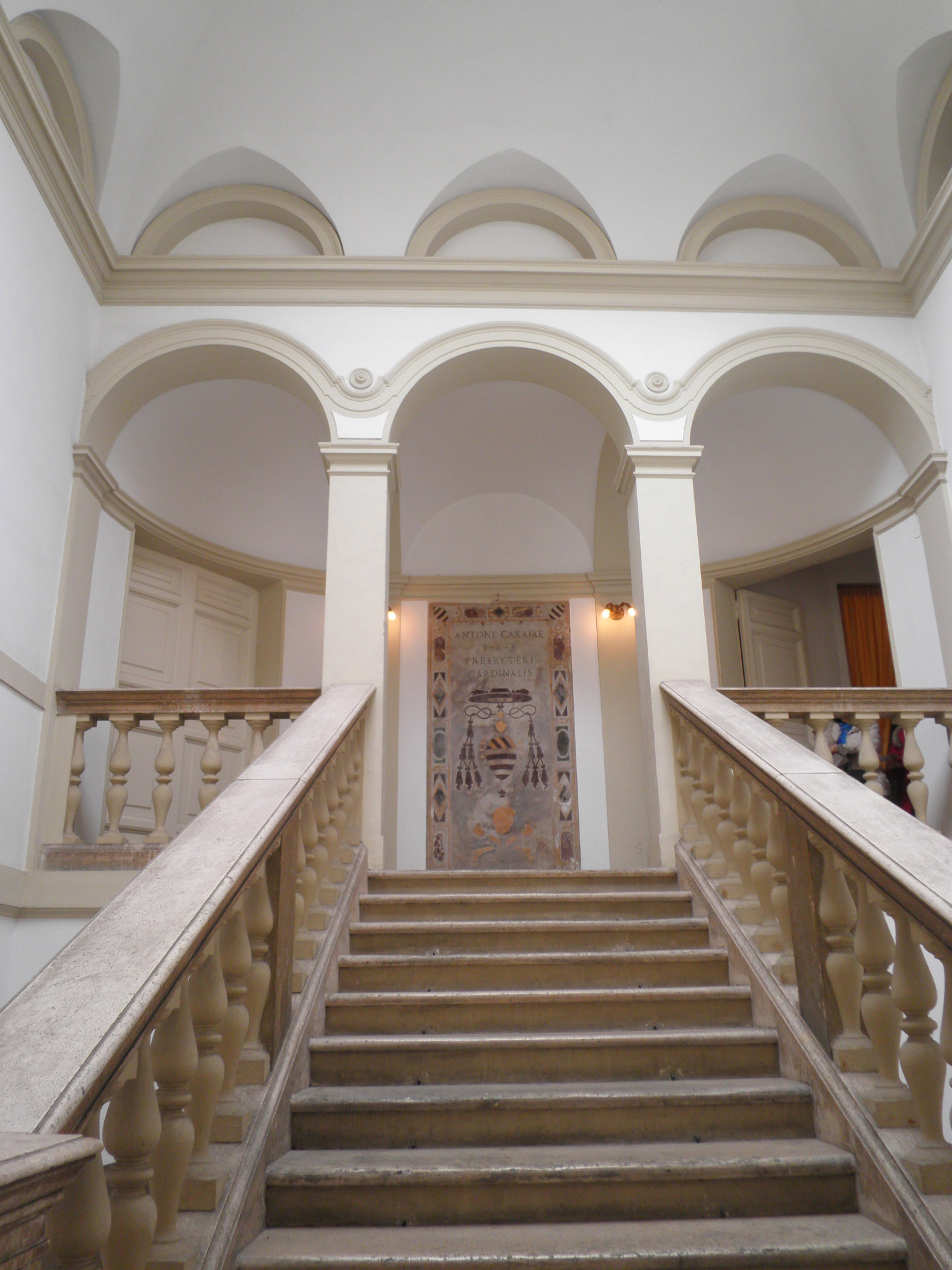
Сходи у церкві

Будівля церкви є однонавова з прибудованими двома каплицями з обох боків. Касетна стеля створена Марко Антоніо Фіоренці. Бічна каплиця Бандіні побудована у 16 столітті Оноріо Лонґі. Скульптури у церкві роботи Алессандро Альґарді. Церква прикрашена роботами Марчелло Венусті, Якопо Дзуккі, Джузеппе Цезарі, Матуріно да Фіренце та ін.